# Sing Tao News Corporation

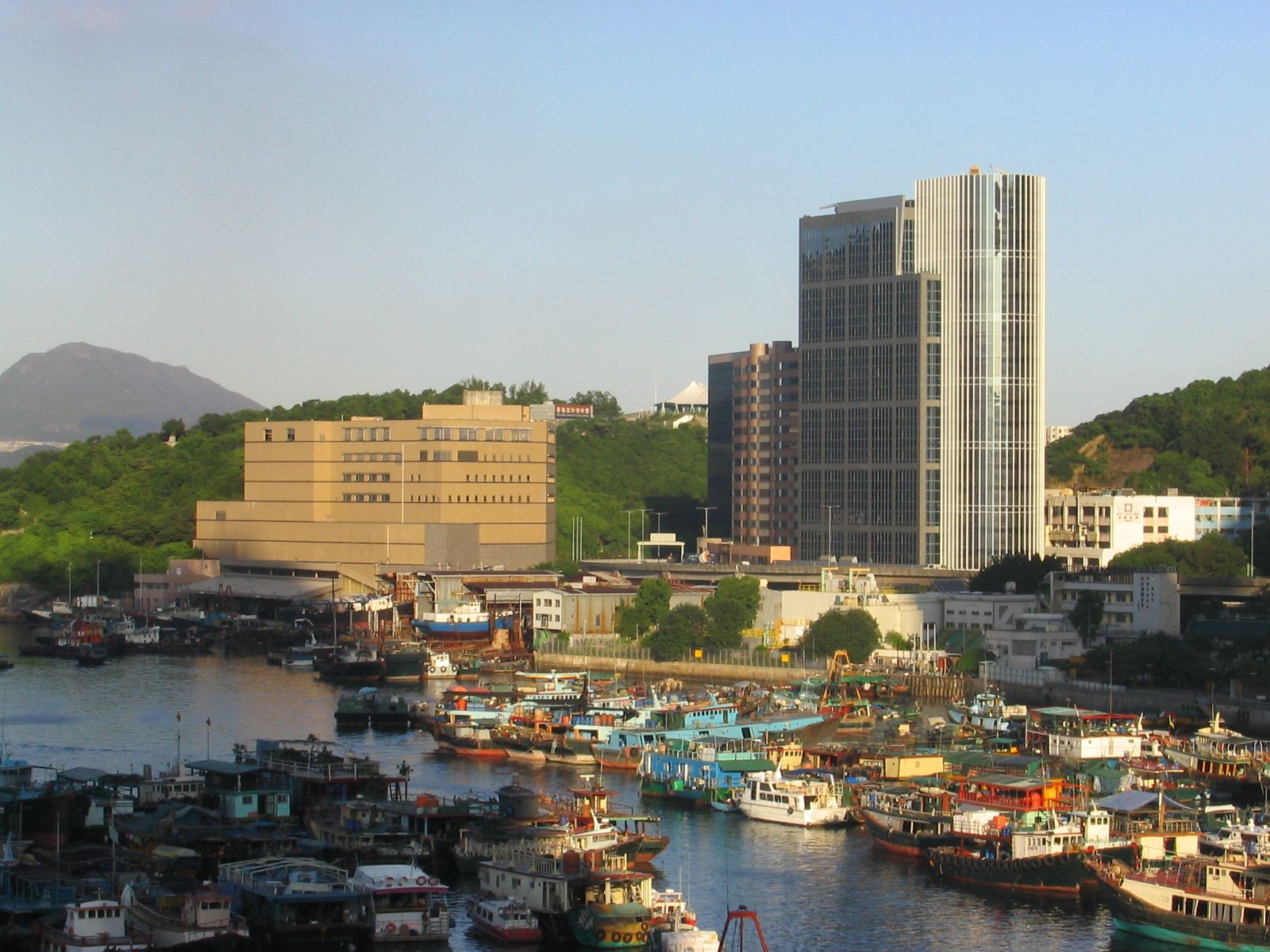
Штаб-квартира Sing Tao News Corporation

Sing Tao News Corporation (星島新聞集團公司) — одна из крупнейших издательских групп Гонконга (штаб-квартира расположена в районе Саукэйвань, Восточный округ). Котируется на Гонконгской фондовой бирже (SEHK: 1105). Sing Tao News Corporation специализируется на выпуске газет, журналов и книг, а также занимается розничными продажами, консалтингом, рекрутингом и управлением ряда сайтов. В компании работает 2,4 тыс. человек, интересы группы распространяются на Китай, США, Канаду, Европу и Австралию. Основатель и глава группы Чарльз Куок является членом Народного политического консультативного совета Китая.
Sing Tao News Corporation и её дочерние структуры издают гонконгские китаеязычные газеты Sing Tao Daily, Headline Daily и Headline Finance, гонконгскую англоязычную газету The Standard, гонконгские китаеязычные журналы East Week, East Touch, PC Market, гонконгские версии журналов Jet и Smart Choice Weekly. Также одним из дочерних предприятий является радиостанция на китайском языке Sing Tao Chinese Radio. Группа находится в партнёрских отношениях с Синьхуа и Dow Jones & Company.

## История
Компания основана в 1938 году, когда в Гонконге стала издаваться ежедневная китаеязычная газета Sing Tao. В 2005 году компания поменяла название с Global China Group Holdings на Sing Tao News Corporation. По состоянию на 2011 год группа контролировала дочерние компании Chinese Information Radio, Flash Bright Development Limited, Job Market Publishing Limited и Land Profit Development Limited.